# John Broadhurst

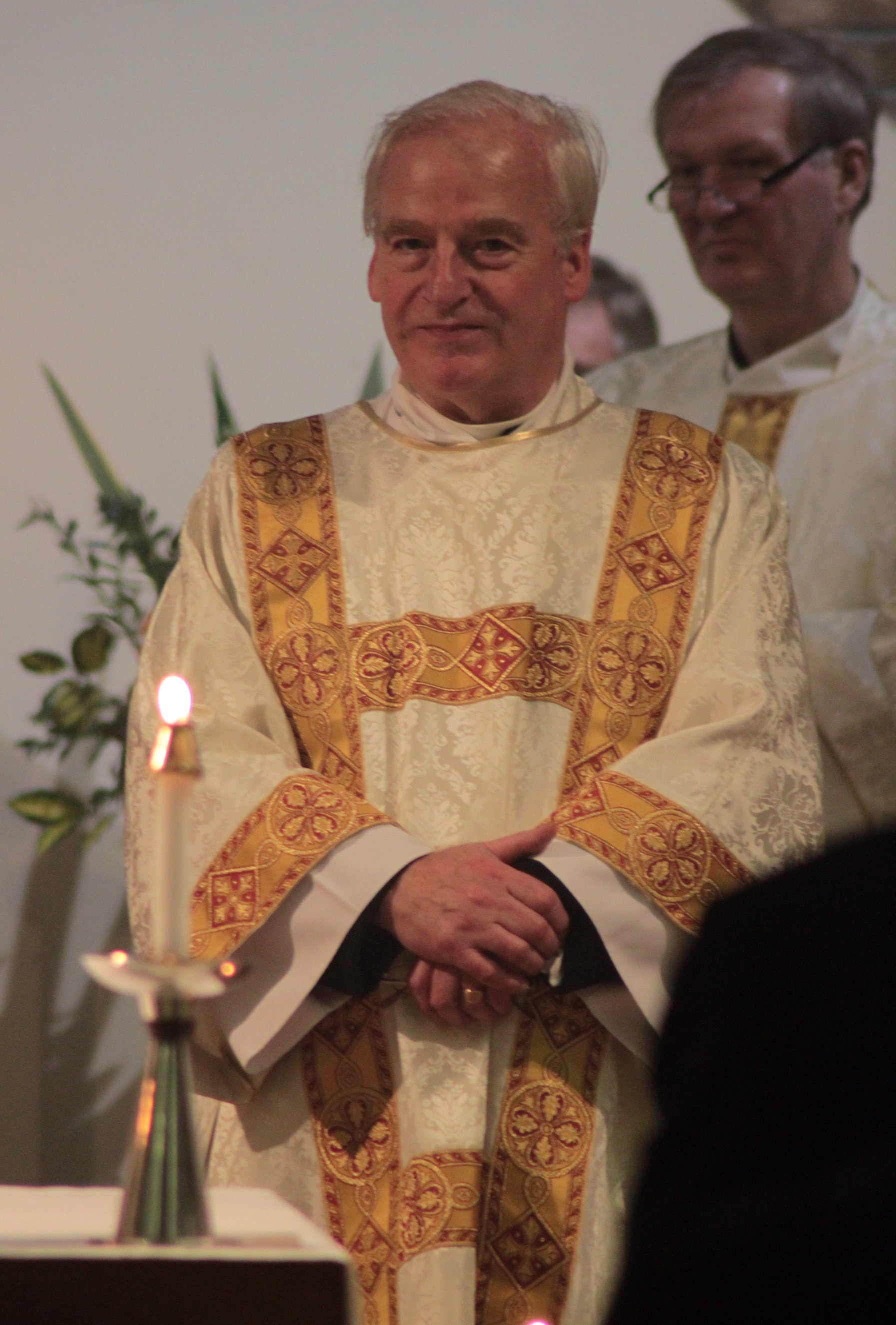
John Broadhurst (enero de 2011)

John Charles Broadhurst (n. 20 de julio de 1942) es el ex-obispo anglicano de Fulham en la Diócesis de Londres. Broadhurst estuvo a cargo de la guía pastoral de las parroquias que tienen una mirada más tradicional sobre la fe cristiana y que están opuestas a la ordenación de mujeres. En octubre de 2010 Broadhurst anunció su ingreso a la Iglesia católica en 2011.

## Vida
Broadhurst creció en Hendon y fue educado en Owens School en Islington antes de recibir educación religiosa para el sacerdocio en el King's College de Londres y en St Boniface College en Warminster. Fue ordenado diácono en 1966 y sacerdote en 1967.
En 1965 se casó con su novia de la juventud, Judith. Ambos son padres de cuatro hijos; Jane, Mark, Sarah y Benedict. Broadhurst es aficionado a la genealogía, jardinería y viajes. También se dedicó a la apicultura y es aficionado a la pesca.
Definido como un conservador dentro de la Comunión Anglicana, Broadhurst es presidente del movimiento Forward in Faith y vicepresidente del movimiento Church Union, dos expresiones conservadoras dentro de la Iglesia Anglicana.
Opuesto a la ordenación sacerdotal de mujeres, Broadhurst es pastor de un gran número de parroquias anglicanas que no han aceptado la ordenación de mujeres. La decisión de la jerarquía anglicana de hacer obligatoria la aceptación de sacerdotes mujeres a todas las comunidades anglicanas, ha decidido al obispo Broadhurst a renunciar la Comunión Anglicana, acusando a la jerarquía de «inmorales» y «fascistas».
En 2009 se dio a conocer que el Cardenal Christoph Schönborn tuvo encuentros con Broadhurst a sugerencia del Papa.
En octubre de 2010, se difundió la noticia que Broadhurst tiene intenciones de unirse al Anglicanorum coetibus una vez que este ordinariato personal esté establecido.